# Modrany
Modrany (in ungherese Madar) è un comune della Slovacchia facente parte del distretto di Komárno, nella regione di Nitra.